# Tarser espectral
El tarser espectral (Tarsius tarsier) és una espècie de tarser. És endèmic d'Indonèsia. Sembla menys especialitzat que el tarser de les Filipines i el tarser de Horsfield; per exemple, no té dits adhesius als peus. És l'espècie tipus del gènere Tarsius. Viu a l'illa de Selayar. A principis del segle XXI, els estudis demostraren que les poblacions de Sulawesi corresponien a una espècie diferent, Tarsius fuscus.